# Гаркуша Микола Андрійович
Мико́ла Андрі́йович Гарку́ша (нар. 8 вересня 1914, місто Городище, тепер Черкаської області — 8 липня 1991, місто Київ) — український радянський державний діяч, перший міністр меліорації і водного господарства УРСР, заслужений меліоратор УРСР. Депутат Верховної Ради УРСР 6—10-го скликань (1965—1985 роки). Член ЦК КПУ в 1966—1986 р.

## Біографія
У 1932 закінчив Городищенський сільськогосподарський технікум.
З 1932 року — агротехнік колгоспу «Перелом» Лохвицького району Полтавщини, дільничний агроном Корсунь-Шевченківської машинно-тракторної станції Київської області.
У 1934—1940 роках — слухач підготовчих курсів, студент Білоцерківського сільськогосподарського інституту Київської області.
Член ВКП(б) з 1939 року.
У 1940 році закінчив агрономічний факультет Білоцерківського сільськогосподарського інституту. У 1940 році — старший агроном радгоспу «Черемошне» Житомирської області.
У жовтні 1940—1946 роках — у Червоній армії. Учасник німецько-радянської війни з 1942 року. Служив секретарем комсомольської організації, відповідальним секретарем партійного бюро 130-го окремого полку зв'язку 38-ї армії.
У 1946—1950 роках — директор навчально-дослідного господарства Білоцерківського сільськогосподарського інституту.
У 1950—1952 роках — голова виконавчого комітету Білоцерківської районної ради депутатів трудящих Київської області.
У 1952—1954 роках — 1-й секретар Богуславського районного комітету КПУ Київської області.
У липні 1954 — серпні 1962 року — секретар Київського обласного комітету КПУ з питань сільського господарства.
У 1962 — листопаді 1963 року — головний радянський радник по сільському господарству Ради міністрів Республіки Куба, інспектор ЦК КПУ.
30 листопада 1963 — 23 жовтня 1965 року — голова Державного виробничого комітету по зрошуваному землеробству і водному господарству Української РСР.
23 жовтня 1965 — 24 грудня 1984 року — міністр меліорації і водного господарства Української РСР.
Потім — персональний пенсіонер у Києві.
Помер 8 липня 1991 року. Похований в Києві на Байковому кладовищі.

## Вшанування пам'яті
У 2004 році в Києві, на фасаді будинку № 8 по Великій Васильківській вулиці, де у 1963–1984 роках працював Микола Гаркуша, встановлено меморіальну дошку (бронза, граніт; барельєф; скульптор В. А. Чепелик, архітектор В. П. Скульський).
Також меморіальна дошка встановлена у місті Білій Церкві на будівлі Білоцерківського національного аграрного університету.

Пам'ятна дошка на приміщенні Зимового палацу у Білій Церкві.

## Цікаві факти
- У Білій Церкві Гаркуші М. А. встановлено 2 меморіальні дошки — на центральному корпусі БНАУ та на приміщенні Зимового палацу, які розташовані доволі близько один від одного.

## Звання
- старший лейтенант
- майор

## Нагороди
- орден Леніна
- орден Трудового Червоного Прапора (22.03.1966)
- два ордени Вітчизняної війни 2-го ст. (15.06.1945, 6.04.1985)
- орден Червоної Зірки (25.05.1944)
- медалі
- заслужений меліоратор Української РСР (6.09.1974)